# Cornucopina dubitata
Cornucopina dubitata is een mosdiertjessoort uit de familie van de Bugulidae. De wetenschappelijke naam van de soort is voor het eerst geldig gepubliceerd in 1909 door Calvet.